# شلال يريفان
شلال يريفان (الأرمينية: Կասկադ) هي عبارة عن سلالم ضخمة مصنوعة من الحجر الجيري في يريفان بأرمينيا، من تصميم المهندسين المعمارين جيم توروسيان، أصلان مخيتاريان وسارجيس غورزاديان من عام 1971 إلى عام 1980. وهو شلال يربط مقاطعة كينترون في وسط المدينة مع حي النصب التذكاري.
يوجد داخل الشلال تحت الدرجات الخارجية، سبعة سلالم متحركة ترتفع على طول المجمع، بالإضافة إلى قاعات معروضة متصلة ببعض لعمليات الإنزال على طول السلالم المتحركة التي تشكل متحف كفيسجيان للفنون. فيما يتميز السطح الخارجي بمستويات متعددة مزينة بنوافير ومنحوتات عصرية من مجموعة كفيسجيان. توفر سلالم المشاة منظرا على وسط يريفان وجبل أرارات تتخللها تماثيل منحوتة معاصرة مثل تمثال فرناندو بوتيرو.
وتتواجد على جانبي الشلال عدد من المقاهي والمطاعم التي يتردد عليها السكان المحليين والسياح.
وغالبًا ما تقام الحفلات الموسيقية الكلاسيكية وموسيقى الجاز في الشلال خلال الربيع والصيف وأوائل الخريف، حيث يجلس المتفرجون على الدرج.

## Gallery

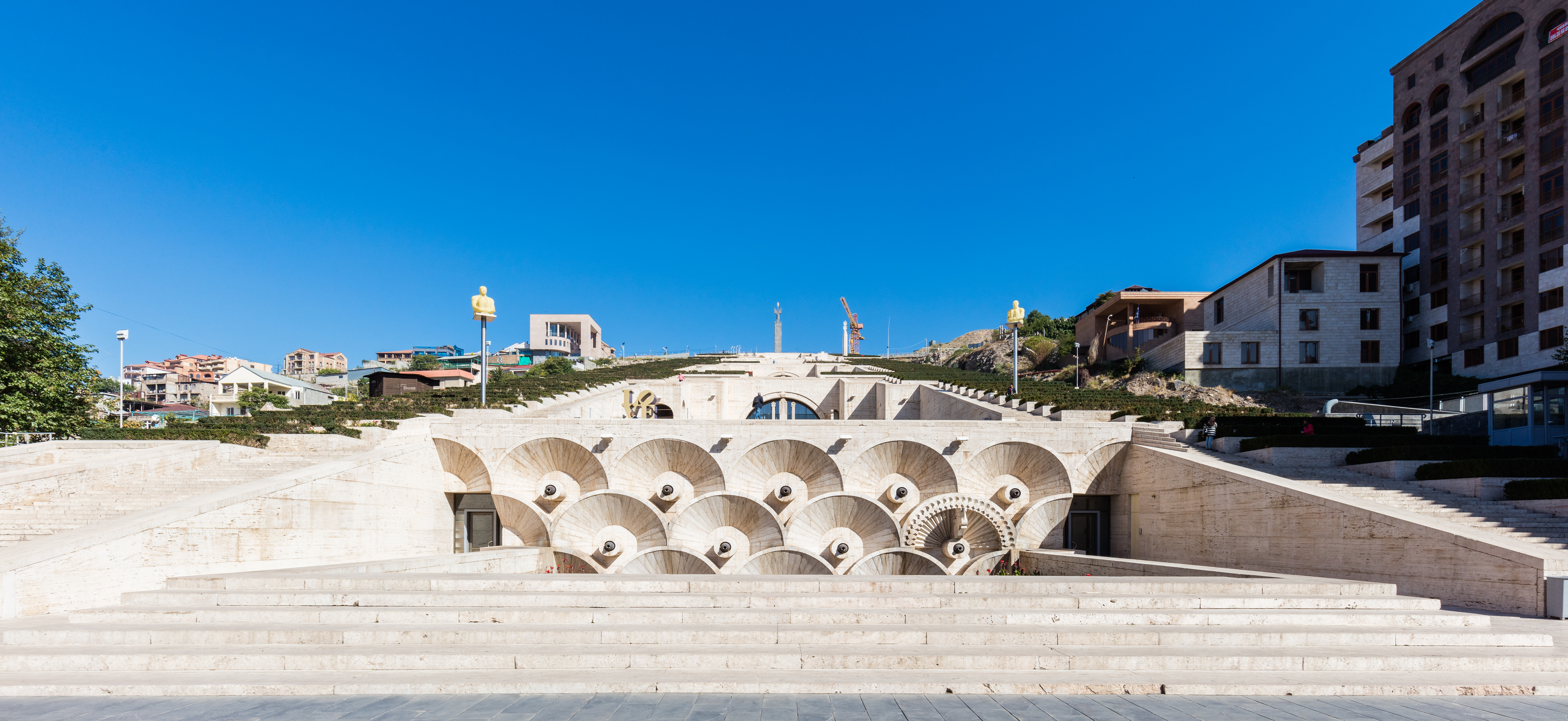
مستوى اول
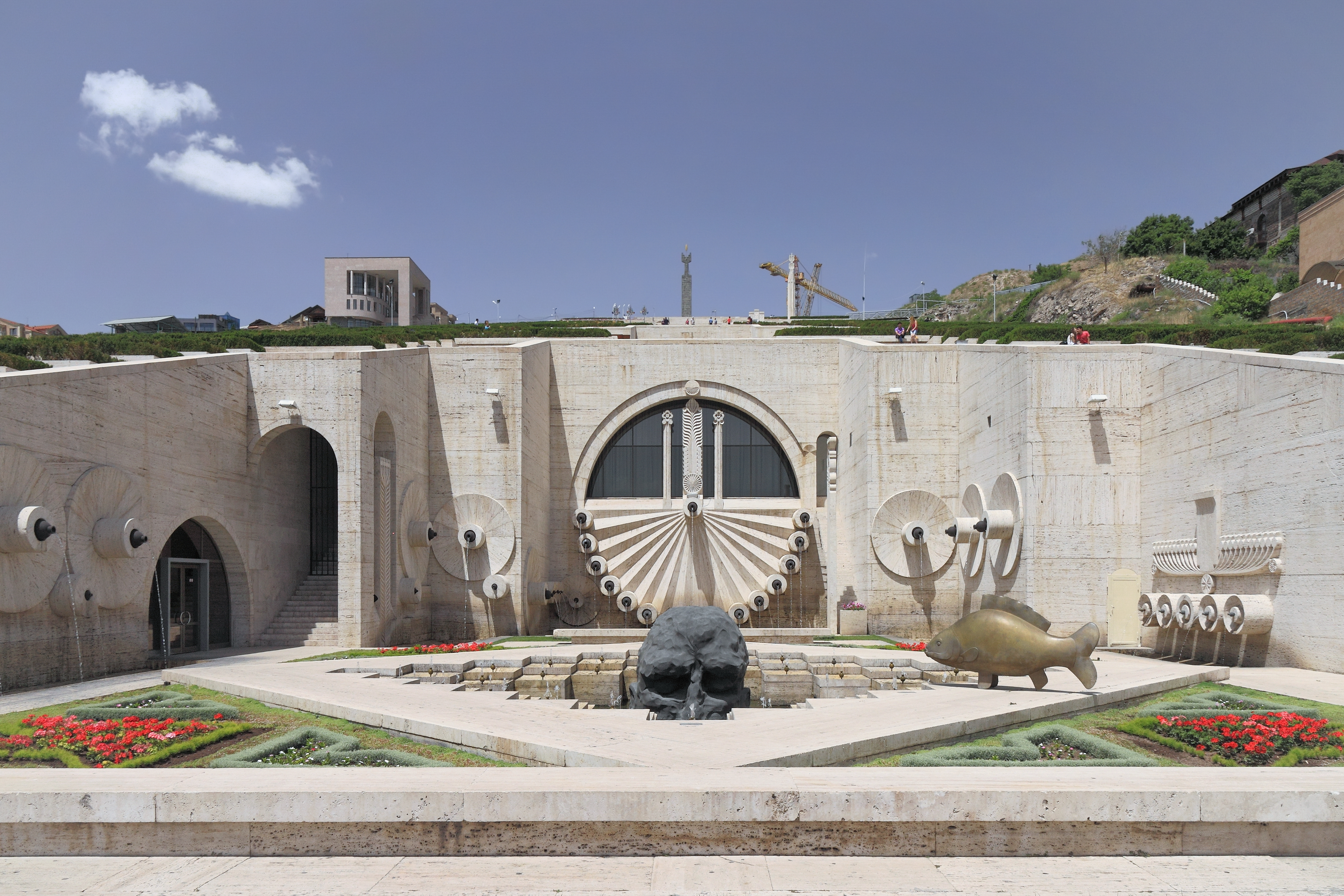
مستوى الثاني
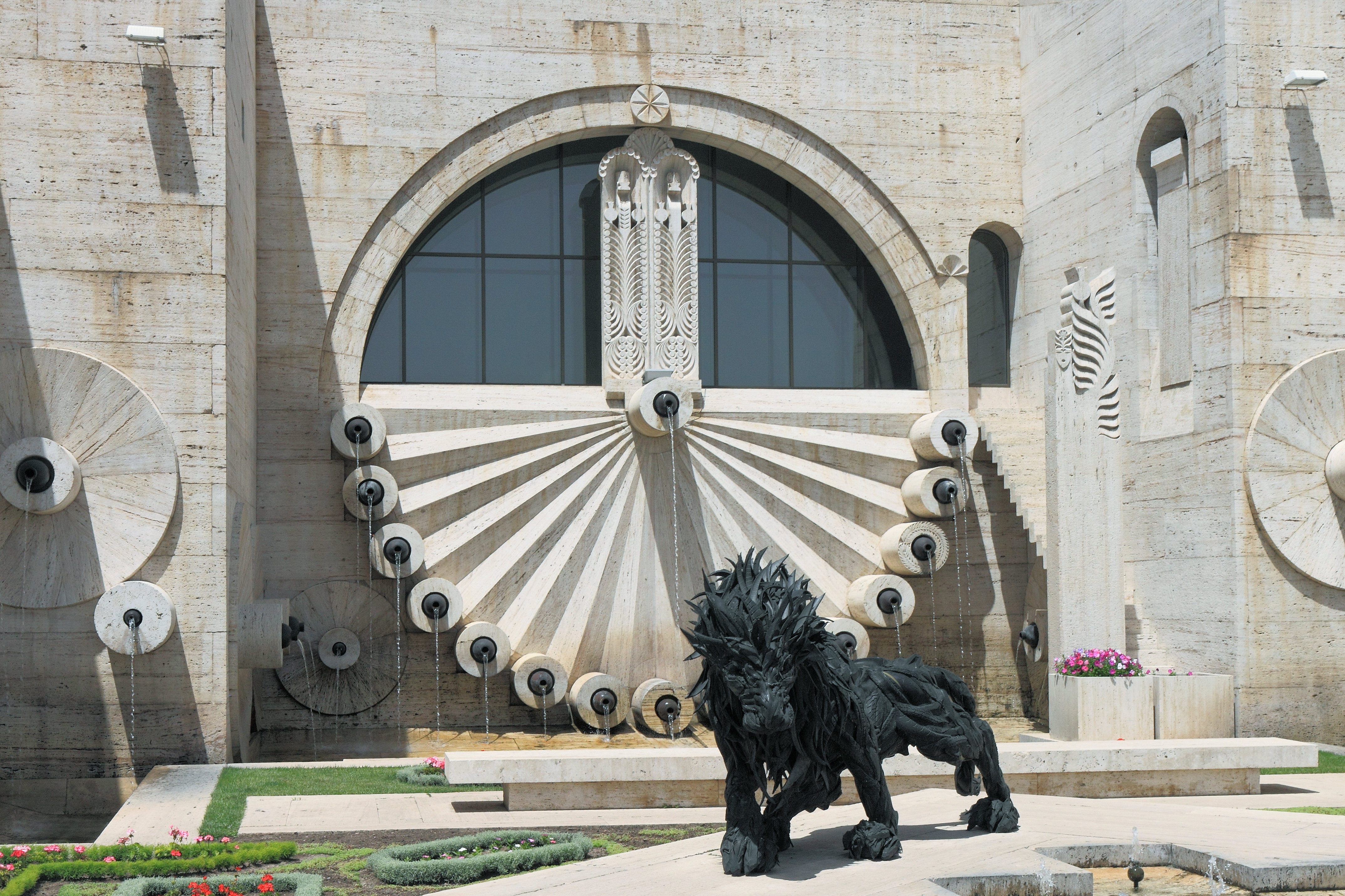
مستوى الثالث
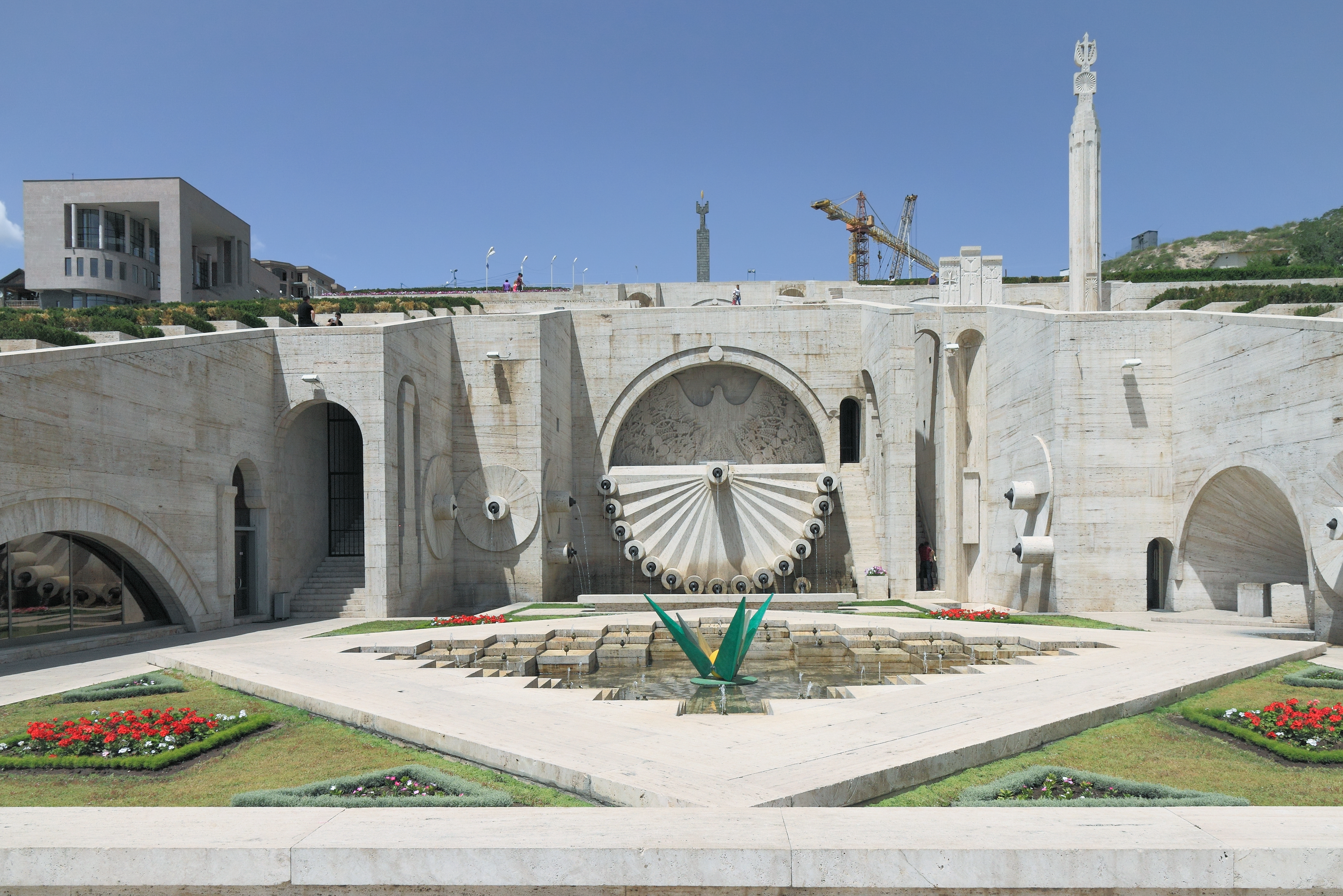
مستوى الرابع
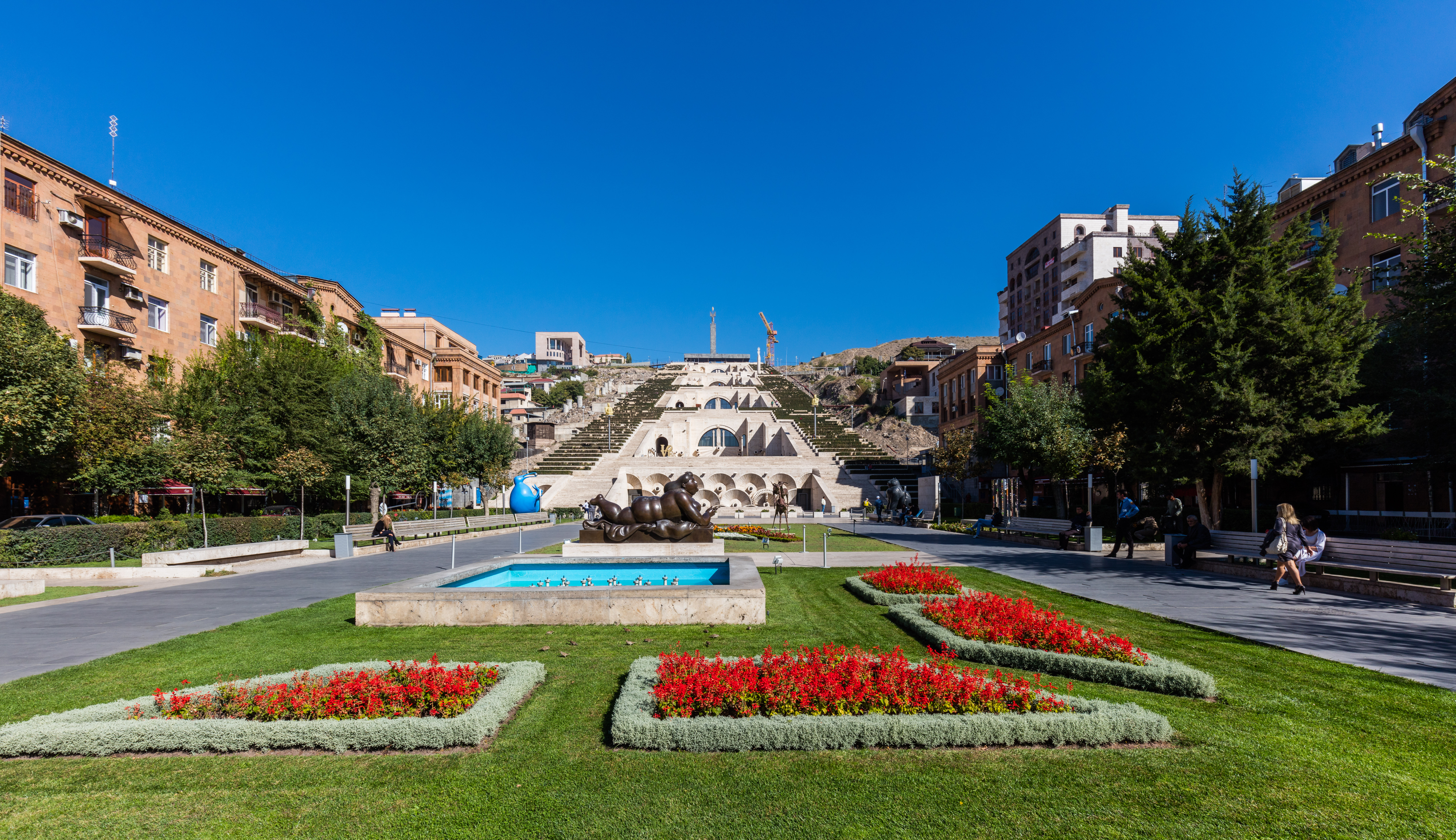
الشلال والمنتزه